# Potoky
Potoky és un poble i municipi d'Eslovàquia. Es troba a la regió de Prešov, al nord del país.

## Història
La primera referència escrita de la vila data del 1551.

## Demografia
| Godina             | 1994 | 2004   | 2014   | 2024    |
| ------------------ | ---- | ------ | ------ | ------- |
| Nombre de persones | 102  | 92     | 93     | 82      |
| Diferència         |      | −9,80% | +1,08% | −11,82% |

| Godina             | 2023 | 2024   |
| ------------------ | ---- | ------ |
| Nombre de persones | 83   | 82     |
| Diferència         |      | −1,20% |